# Phanerochaete andreae
Phanerochaete andreae är en svampart som beskrevs av Burds., Beltrán-Tej. & Rodr. Armas 1995. Phanerochaete andreae ingår i släktet Phanerochaete och familjen Phanerochaetaceae.   Inga underarter finns listade i Catalogue of Life.